# 深圳日本人学校
深圳日本人学校（しんせんにほんじんがっこう）とは深圳市南山区蛇口工業区新晨大厦,にある日本人学校。2007年現在、深圳の最大の外国人グループは蛇口にあり、日本人学校はその地域に多くある外国人学校の1つである。

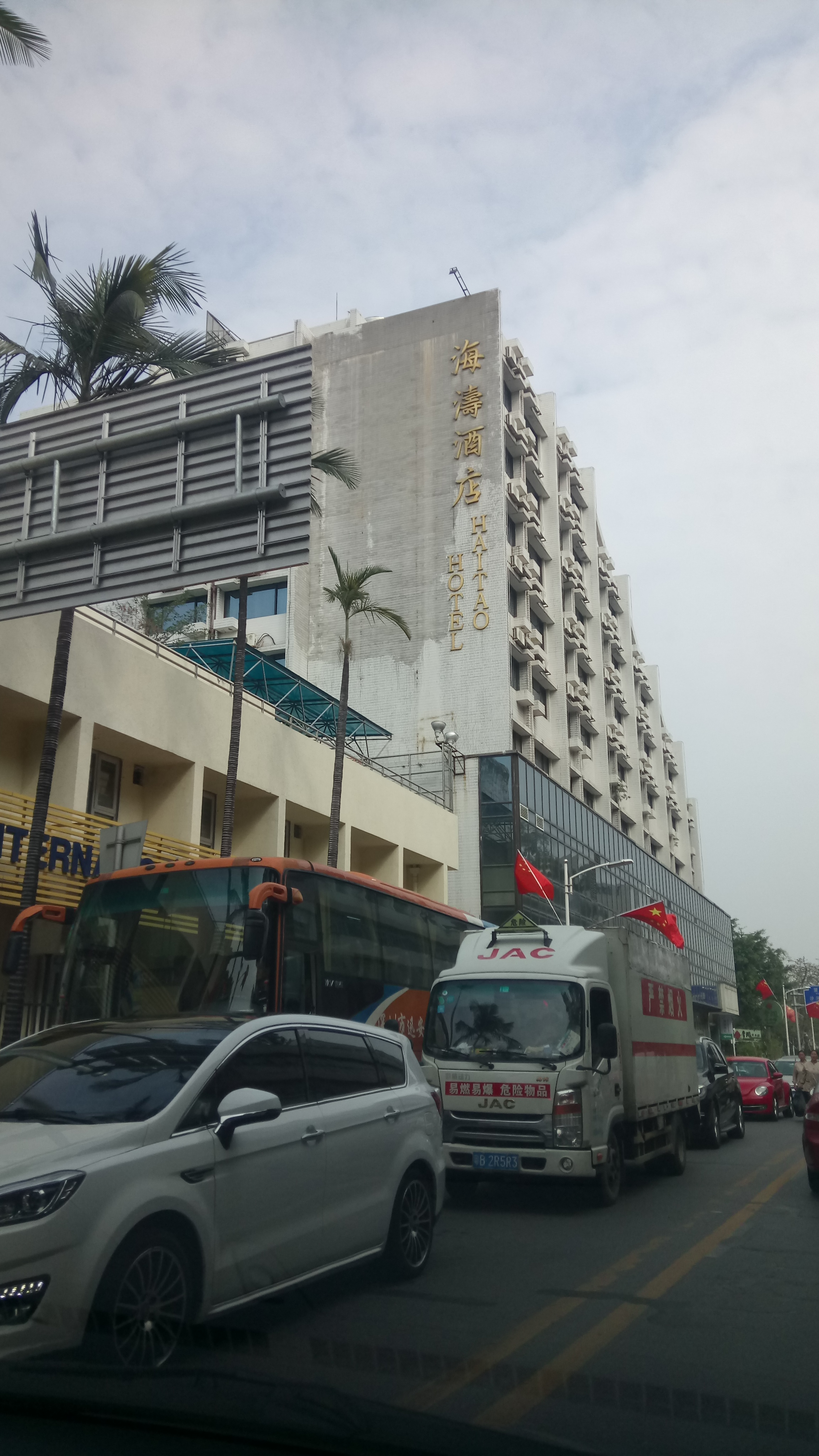
建校時の校舎は現在ハイタオホテル（海涛酒店）となっている

2004年ごろ、深圳日本商工会議所は日本人学校の設立を提案した。深圳富士ゼロックス（現富士フイルムビジネスイノベーション）、エプソン、YKK、オリンパス、フジタ等の企業がこれを後援した。2008年4月に運営がはじまる予定であった。2008年4月23日、中華人民共和国教育部は学校設立を承認した。2008年6月13日に開校した。その時学生39人、教師17人であった。当初は蛇口のハイタオホテル（海涛酒店）の2階を占めていた。3年以内に退去し、永続的な施設を使う予定であった。